# Фериботен комплекс Варна
Фериботният комплекс „Варна“ е предприятие с пристанищен терминал в гр. Белослав за фериботен транспорт, част от по-големия Варненски пристанищен комплекс.
Намира се на южния бряг на Белославското езеро, на 2 километра югозападно от Белослав и на 30 км от Варна. Оперира се от националните превозвачи Параходство „Български морски флот“ и Национална компания „Български държавни железници“.
Той е единствено по рода си транспортно съоръжение в Европейския съюз, позволяващо превоз с руски (и други постсъветски) вагони без претоварване, чрез смяна в терминала на колоосите от българското (най-разпространеното европейско) междурелсие с ширина 1435 мм към най-използваното руско (и изобщо постсъветско) от 1520 мм. С това си уникално предимство терминалът осигурява някои от най-късите и евтини пътища за превоз между Европа и Азия благодарение на редовни рейсове до Черноморск (Украйна), Кавказ (Русия), Поти / Батуми (Грузия).

## Товари
Максималният капацитет на комплекса е 3 млн. тона товарооборот годишно. Докато чрез комплекса са превозени едва 30 хиляди тона в началото на световната икономическа криза през 2008 г., товаропотокът е вече 180 хиляди тона (въпреки санкциите) през 2014 г.
Комплексът има възможност за едновременна обработка на 2 фериботни кораба, както и възможност за приемане на кораби с широчина 26 м на 22 м, т.е. 2 типа кораби.
Вагоните от руски тип с български колоси могат да бъдат приемани за обработка на всяка железопътна гара в България и други страни, което спестява от претоварване (водещо до оскъпяване и забавяне) на стоката от европейски на руски тип вагони и минимизира риска от потенциални повреди и щети по товарите при спестените товарно-разтоварните операции.
Превозите по линията Варна – Кавказ са вече 80 % от целия трафик през Фериботния комплекс. Тази линия работи от 2009 г. и скъсява разстоянието между България и Русия с 800 километра, като намалява с 40 % срока на доставките.

## Линии
- Варна – Кавказ – Варна
- Варна – Черноморск – Варна
- Варна – Черноморск – Поти / Батуми – Черноморск – Варна
- Варна – Поти – Варна